# Едгар Зелігер
Едгар Зелігер (нім. Edgar Seeliger; 26 липня 1920, Ведель — 21 січня 1986) — німецький офіцер-підводник, оберлейтенант-цур-зее резерву крігсмаріне.

## Біографія
В квітні 1940 року вступив на флот. З 5 червня по 12 грудня 1942 року пройшов курс підводника, після чого був направлений на будівництво підводного човна U-956. З 6 січня 1943 року — 2-й, з 28 грудня 1943 року — 1-й вахтовий офіцер на U-956, на якому взяв участь у сімох походах в Північне море. 26-31 серпня 1944 року пройшов курс кермування, 1-14 вересня — курс позиціонування (радіовимірювання), з 15 вересня по 31 жовтня — курс командира човна, після чого був направлений на будівництво U-4702. З 12 січня 1945 року  командир U-4702. 5 травня 1945 року наказав затопити човен в рамках операції «Регенбоген». 8 травня 1945 року взятий в полон британськими військами. 6 липня 1945 року звільнений.

## Звання
- Рекрут (квітень 1940)
- Матрос-єфрейтор резерву (1 січня 1941)
- Боцмансмат (1 березня 1941)
- Боцман (1 лютого 1942)
- Боцман резерву (1 квітня 1942)
- Обербоцман резерву (1 травня 1942)
- Лейтенант-цур-зее резерву (1 жовтня 1942)
- Оберлейтенант-цур-зее резерву (1 березня 1944)

## Нагороди
- Нагрудний знак мінних тральщиків (14 листопада 1941)
- Хрест Воєнних заслуг 2-го класу з мечами (20 квітня 1943)
- Нагрудний знак підводника (4 листопада 1943)
- Залізний хрест 2-го класу (28 січня 1944)
- Фронтова планка підводника в сріблі (15 березня 1945)